# Mîrzâ Ghiyâs Beg
Mirza Ghiyas Beg (persan: ميرزا غياث بيگ) fut un personnage officiel important du règne de l’empereur moghol Jahângîr. Il était le père de l’épouse de Jahangir, Mehrunissa, dite Nûr Jahân,  ainsi que d’Abdul Hasan Asaf Khan, qui fut le vizir de Shâh Jahân, et, par ce fils, le grand-père de Mumtaz Mahal, épouse préférée de Shâh Jahân, enterrée à Agra, au Taj Mahal.
Ghiyas Beg immigra de Perse (Iran) en Inde après la mort de son père et la disgrâce de sa famille. Il fut bien reçu par l’empereur Akbar, et monta rapidement les échelons de la cour complexe des Moghols, ayant un rang officiel à la cour sous les règnes d’Akbar et de son fils Jahângîr. Sous ce dernier, il fut le divan de l’Empire, le trésorier en chef et reçut le titre de Itimad-ud-Daula (persan: اعتمادالدولة  ), c’est-à-dire Pilier de l’État. Son mausolée, construit sur ordre de sa fille, se trouve également à Agra.